# Высокуши
Высокуши — деревня в Лихославльском районе Тверской области.

## География
Находится в центральной части Тверской области на расстоянии приблизительно 26 км на север по прямой от районного центра города Лихославль на правом берегу реки Медведица.

## История
Деревня была отмечена ещё на карте Менде, состояние местности на которой соответствует 1848 году. В 1859 году здесь (деревня Новоторжского уезда) было учтено 36 дворов. До 2021 года деревня входила в Станское сельское поселение Лихославльского района до его упразднения.

## Население
Численность населения: 219 человек (1859 год), 62 (карелы 42 %, русские 58 %) в 2002 году, 47 в 2010.